# Westinghouse Electric & Manufacturing

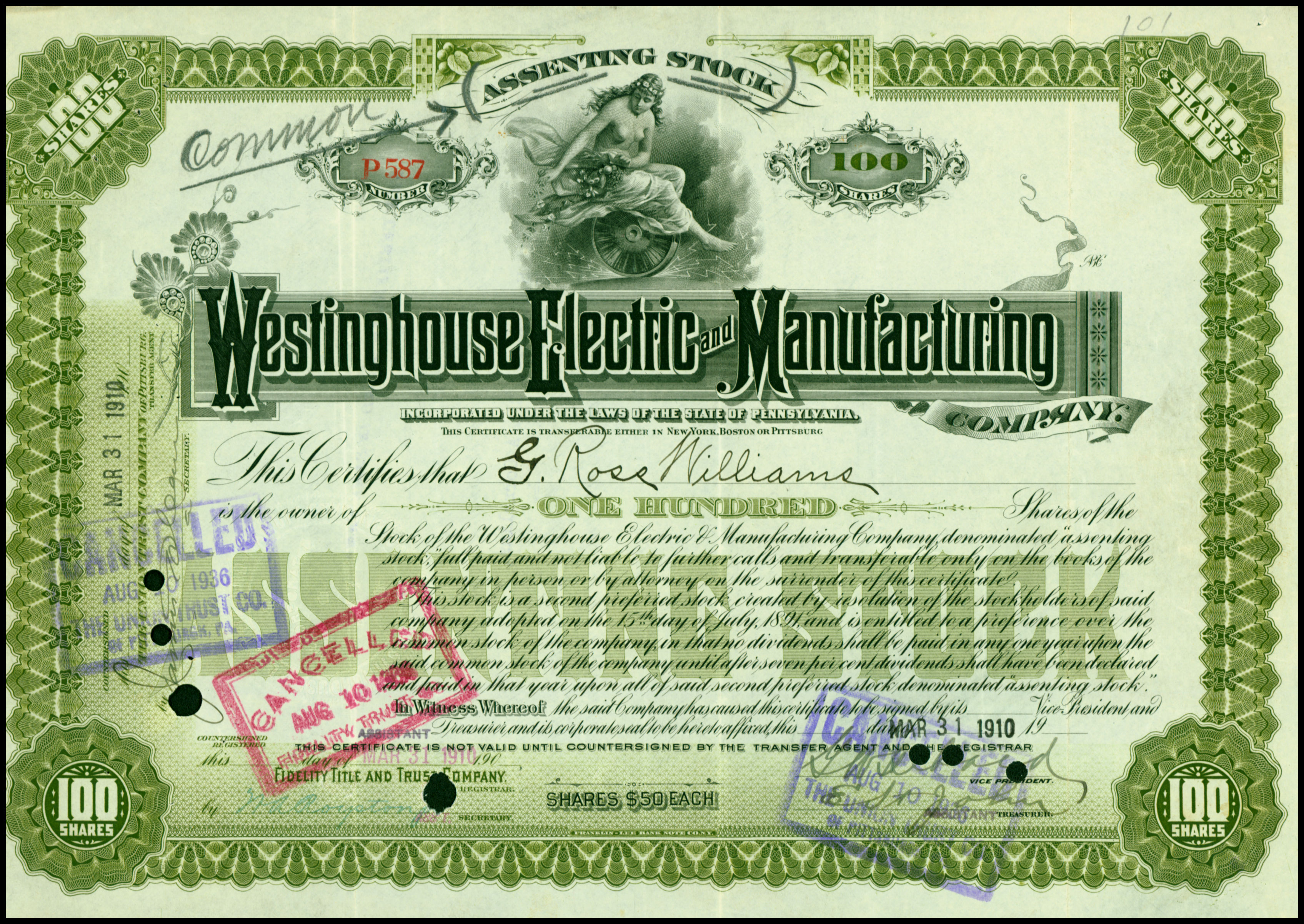
Aktie der Westinghouse Electric and Manufacturing Company vom 31. März 1910

Die Westinghouse Electric & Manufacturing Company in Pittsburgh (Pennsylvania) ist ein ehemaliger US-amerikanischer Hersteller von elektrischen Komponenten, Generatoren und Elektrofahrzeugen. Das Unternehmen entwickelte außerdem ein Luxusauto, das möglicherweise zuerst in den USA und danach in Frankreich hergestellt wurde.

## Hub Electric
George Westinghouse begann sich etwa um die Jahrhundertwende auch mit dem Automobilbau zu beschäftigen. Mit der Übernahme der 1901 in Schwierigkeiten geratenen Hub Motor Company von Charles Berg und H. L. Irwin aus Chicago (Illinois) gelangte er in den Besitz von Patenten zum Antrieb der Automobile dieses kleinen Herstellers. Der 1899 vorgestellte Hub Electric hatte Elektromotoren in jeder Radnabe, ein System ähnlich jenem des Lohner-Porsche „Semper Vivus“. Die dem Hub Electric zu Grunde liegenden Patente basierten jedoch auf Erkenntnissen von Fred J. Newman und dem Ingenieur und Designer Joseph Ledwinka (1869–1949), später einer der Konstrukteure des Ruxton.
Zuständig für diese Elektrofahrzeuge war die Westinghouse Electric & Manufacturing Company. Die Produktion des Hub Electric mit zwei oder vier Sitzen scheint recht bald eingestellt worden zu sein. Es ist möglich, aber nicht belegt, dass Westinghouse unter eigenem Namen einige weitere Hub-Electric-Personenwagen montiert hat. Hauptsächlich wurde jedoch eine Bestellung von 40 Omnibussen mit Radnabenantrieb ausgeführt. Deren Karosserien entstanden bei der American Carriage Company in Cincinnati (Ohio). Diese Busse für einen unbekannten Auftraggeber sind möglicherweise die ersten Nutzfahrzeuge mit Allradantrieb überhaupt. Die Produktion solcher Fahrzeuge endete 1903.

## Westinghouse 40 PS
Es folgte der Entwurf eines konventionellen Personenwagens mit Verbrennungsmotor. Dieses Fahrzeug war als „Rolling Chassis“ (fahrbar, aber ohne Karosserie), als Touring und als Chauffeur-Limousine erhältlich. Der Radstand betrug für die Zeit respektable 3099 mm (122 Zoll), die Leistung des Vierzylinders 40 PS nach der damaligen Berechnungsmethode nach A.L.A.M. (Association of Licenced Automobile Manufacturers). Möglicherweise wurde dieses Auto der obersten Preisklasse von 1905 bis 1907 in kleinen Stückzahlen in Pittsburgh hergestellt. Ab 1907 entstand es bei der Société Anonyme Westinghouse in Le Havre (Frankreich).
In Frankreich lautete die Modellbezeichnung 30/40 CV; die in die USA importierten Fahrzeuge führten keinen Modellnamen. Das Vorgehen ist insofern bemerkenswert, als französische Automobile zu dieser Zeit in den USA als führend angesehen wurden; hier jedoch erschien eine amerikanische Konstruktion mit amerikanischem Namen, die aber in Europa gefertigt wurde.
Eines dieser Importfahrzeuge ist erhalten geblieben und Bestandteil der bekannten Nethercutt-Kollektion in Sylmar (Kalifornien).

## In den USA gebaute Luxusautos um 1907 (Auswahl)
Die Preise für einen Westinghouse waren in den USA astronomisch: US$ 7500 für das Chassis und US$ 10.000 für die Limousine, damit war er eines der teuersten in den USA angebotenen Automobile.
Die nachstehend aufgelisteten Automobile gehörten in das gleiche Preissegment. Sie verkauften sich nur in sehr kleinen Stückzahlen; so baute Simplex in fünf Jahren nur insgesamt 250 Stück seines Modells 50.
| Hersteller   | Modell          | Leistung PS | Radstand mm / Zoll | Karosserie          | Listenpreis |
| ------------ | --------------- | ----------- | ------------------ | ------------------- | ----------- |
| Chadwick     | 12              | 40/45       | 2743 / 108         | Touring             | US 5000     |
| Columbia     | Mark XLIX       | 40/45       | 2845 / 112         | Touring             | US 4500     |
| Columbia     | Mark XLIX       | 40/45       | 2845 / 112         | Limousine           | US 5500     |
| Columbia     | Mark XLIX       | 40/45       | 3035 / 119,5       | Limousine           | US 5500     |
| Locomobile   | H               | 35          | 3048 / 120         | Touring (7 Pl.)     | US 4500     |
| Lozier       | F               | 40          | 2971 / 117         | Touring (7 Pl.)     | US 5700     |
| Lozier       | F               | 40          | 2971 / 117         | Limousine (7 Pl.)   | US 6000     |
| Lozier       | F               | 60          | 3048 / 120         | Touring (7 Pl.)     | US 7000     |
| Lozier       | F               | 60          | 3048 / 120         | Limousine (7 Pl.)   | US 8000     |
| Pierce-Arrow | Great Arrow     | 40/45       | 3150 / 124         | Touring (7 Pl.)     | US 5000     |
| Pierce Arrow | Great Arrow     | 40/45       | 3150 / 124         | Limousine (7 Pl.)   | US 6250     |
| Pierce Arrow | Great Arrow Six | 65          | 3150 / 124         | Limousine (7 Pl.)   | US 6500     |
| Stearns      | 30/60 HP        | 30/60       | 3048 / 120         | Touring (5/7 Pl.)   | US 4500     |
| Stearns      | 30/60 HP        | 30/60       | 3048 / 120         | Limousine (5/7 Pl.) | US 4769     |
| Pierce Arrow | Great Arrow     | 40/45       | 3150 / 124         | Limousine (7 Pl.)   | US 6250     |
| Pierce Arrow | Great Arrow Six | 65          | 3150 / 124         | Limousine (7 Pl.)   | US 6500     |
| Simplex      | 50              | 50          | 3150 / 124         | Toy Tonneau         | US 5500     |

Ein typischer Luxuswagen seiner Zeit, der Packard Modell Thirty, kostete als Touring mit 30 PS US$ 4200 und als Limousine US$ 5600.
1907 geriet Westinghouse Electric in finanzielle Schwierigkeiten und unter Insolvenzverwaltung. Es scheint, dass dies das Ende des Imports des 40 PS bedeutete. Nach 1910 verliert sich die Spur des Unternehmens.